# Vivana
Vivana va ser sàtrapa d'Aracòsia al darrer quart del segle vi aC. El va nomenar per al càrrec el rei Cambises II segurament no gaire després de l'any 530 aC.
Durant les revoltes que van tenir lloc quan va pujar al tron de Darios I el 522 aC després d'assassinar al mag usurpador Gaumata, el pretendent al tron Vahyazdata es va autoproclamar rei en el cor de l'imperi aquemènida. Era prou poderós com per nomenar un sàtrapa a la província veïna de Aracòsia, a la zona al llarg del riu Tarnak a la banda sud-oest de l'actual Afganistan. No obstant això, Aracòsia ja tenia un sàtrapa, Vivana (Vivâna), que havia estat nomenat per Cambises II i era lleial al seu successor Darios.
Per la inscripció de Behistun, sabem el que va passar. Vahyazdata va enviar al seu sàtrapa amb un exèrcit contra Vivana. La batalla entre els dos sàtrapes va tenir lloc el 29 de desembre del 522 aC i la victòria va ser per Vivana després d'uns dies de setge. Podria haver tingut lloc a Kapisa, ciutadella de la capital de Aracòsia, la moderna Kandahar, però també és possible que hagués tingut lloc en el que és avui dia Bagram, al nord de Kabul. No obstant, no va ser una victòria definitiva.
Els rebels es van reagrupar i van presentar batalla de nou, aquesta vegada en Gandutava. El lloctinent del sàtrapa de Vahyazdata va fugir amb alguns genets cap a una fortalesa d' Aracòsia. Vivana els va perseguir a peu i els va derrotar el 21 de febrer del 521 aC. El bàndol rebel va perdre més de 4.500 homes. El lloc d'aquesta segona batalla és desconegut. Podria ser una mica més al sud-oest però sempre dins dels dominis de Vivana.